# 永光派出所宿舍
23°37′29″N 120°33′15″E / 23.624739°N 120.554139°E
永光派出所宿舍，是位於臺灣雲林縣古坑鄉永光村、臺灣總督府警察時期的巡查部長宿舍，今列為雲林縣歷史建築。

## 歷史

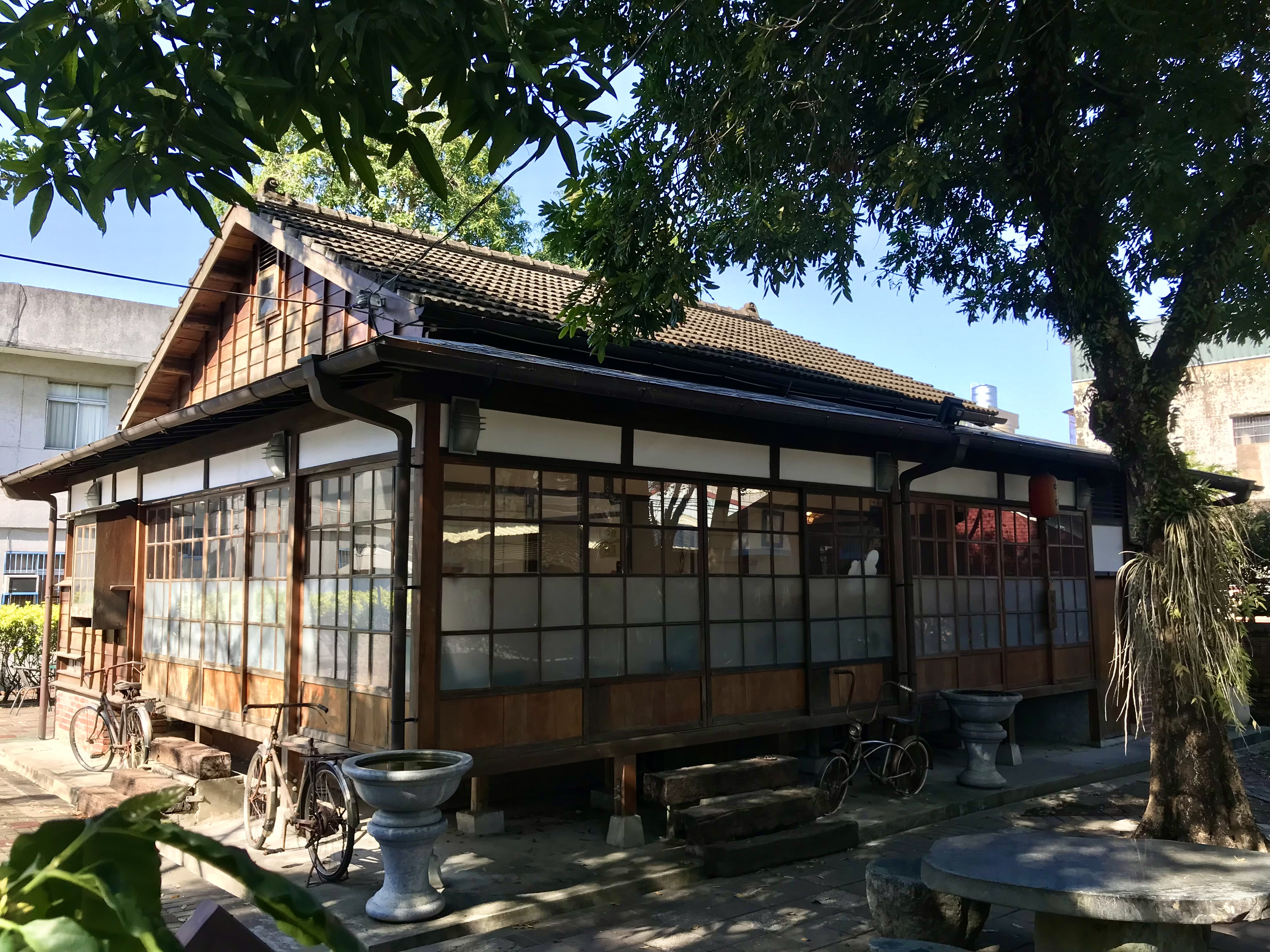
後側

### 由來
永光派出所宿舍建於1933年，為雲林少有的巡查部長宿舍。當時的派出所則原稱「雲林辦務所崁頭厝警察官吏派出所」。據當地耆老賴夢得回憶，此宿舍由當地保正募集捐款而造，約1934年時他有見證上樑典禮。
該宿舍為以臺灣檜木與福州杉構築，25坪大，牆壁是竹編的泥土壁，未設地基，地板架高數十公分。
依據賴夢得回想，當時住在裡面的巡查部長柳田榮作，曾在當地把一名坐霸王車的不良分子陳海明夾在兩腿之間痛打，而讓當地有一俚語「柳田打海明」。

### 修復
至2003年，永光派出所宿舍雖已閒置多年、歷經九二一地震，除有二根樑柱已腐蝕外，其餘結構依然無損。像是當地退休校長張源昌、永光村人許彩霞會來此作義工。雲林縣府文化局秘書何美慧、縣府財政局副局長洪仁聲認為值得保留。2008年4月22日登錄為歷史建築，委由雲林科技大學教授鍾松晉規劃修復及再利用計畫。永光派出所宿舍是雲林縣第五處被列為文資保護的警察機關，前面四處分別為縣定古蹟原二崙派出所、歷史建築虎尾合同廳舍、歷史建築斗六警察局舊宿舍群、歷史建築海口庄派出所。
2009年3月6日，古坑公所邀請八旬的賴夢得、徐南超來永光派出所述說相關歷史。3月16日再將永光派出所宿舍一旁的舊辦公廳舍及旗桿座也登錄為歷史建築。
2014年11月17日，由縣長蘇治芬舉行永光派出所舊宿舍修復開工典禮。2016年3月12日，縣府文化處舉行修復工程現場展，由負責現場修復的建築師李豐村講解。修復總經費新台幣一千二百多萬元，其中文化部補助四百多萬元，其餘縣府自籌。修復後，由在地人劉漢良承租作咖啡館，2018年7月18日以「永光故事屋」之名開幕。